# Dorfchemnitz
Dorfchemnitz là một đô thị trong huyện Mittelsachsen, bang tự do Sachsen, nước Đức. Đô thị Dorfchemnitz có diện tích 29,53 km², dân số thời điểm ngày 31 tháng 12 năm 2005 là 1761 người.